# Drum național 2B
Der Drum național 2B (rumänisch für „Nationalstraße 2B“, kurz DN2B) ist eine Hauptstraße in Rumänien. In ihrem Abschnitt zwischen Brăila und der Grenze zur Republik Moldau bildet die Straße zugleich einen Teil der Europastraße 87 und der Europastraße 584.

## Verlauf
Die Straße beginnt in Spătaru am südwestlichen Stadtrand von Buzău, wo sie vom Drum național 2 (zugleich Europastraße 85) abzweigt. Sie verläuft nach Osten durch die Walachische Tiefebene, durchzieht die Städte Făurei und Ianca und trifft am südwestlichen Rand von Brăila auf den Drum național 21 (zugleich Europastraße 584), umgeht Brăila im Westen, überquert den Sereth und trifft in Șendreni auf den Drum național 25, folgt dann dem Sereth nach Galați. Dort zweigt der Drum național 26 nach Norden ab. Der DN2B verläuft weiter parallel zur Donau, quert den Pruth und damit die Grenze zur Republik Moldau und führt als moldauischer Drum public național M3 nach Giurgiulești, dem moldauischen Donauhafen.
Die Länge der Straße beträgt rund 152 km.